# Trichoglossus flavoviridis
Trichoglossus flavoviridis là một loài chim trong họ Psittacidae.